# Suzanne/Giovanna d'Arco
Suzanne/Giovanna d'Arco è il 23º singolo del cantautore italiano Fabrizio De André, pubblicato nel 1972.

## Produzione
Il singolo, pubblicato con due diverse copertine (di cui una con riproduzione dei testi), presenta due canzoni, entrambe traduzioni dal poeta/cantautore canadese Leonard Cohen: Suzanne e Giovanna d'Arco. Nel 1974 De André inciderà nuovamente i brani per l'album Canzoni, con arrangiamenti di Gian Piero Reverberi: in questa occasione, Giovanna d'Arco avrà una strofa in meno.
Suzanne è la traduzione di uno dei pezzi più celebri di Cohen, Suzanne, che l'artista canadese incluse nel suo album di debutto, Songs of Leonard Cohen (1967), sebbene la canzone fosse già stata incisa nel 1966 dalla cantante folk Judy Collins. Si tratta di Suzanne Verdal, una ballerina incontrata a Montreal che aveva ispirato un paio di poesie finite su Parasites Of Heaven. La canzone intreccia una visita a casa sua, vicino al fiume St. Lawrence, e le fantasie scatenate da una visita a una piccola chiesa dei marinai sempre a Montreal, la Chapelle de Bonsecours. La trama sfuggente eccita l'attenzione, Cohen appare fin dalla prima canzone del primo album un affabulatore capace di incantare, di portare chi ascolta in un altro mondo di meravigliosi fantasmi. Finanche al primo incontro con l'esotica Suzanne, Cohen ci dice che tu saprai "Che sei sempre stato suo amante E vuoi viaggiare con lei E vuoi viaggiare cieco E pensi che forse ti fiderai di lei Perché hai toccato il suo corpo perfetto con la tua mente". Alla fine della poesia, Suzanne eleva tutte le varie realtà contraddittorie di questo mondo - "i rifiuti ed i fiori" - a bellezza, inoltre porta noi stessi, per mezzo dell'amore, alla perfezione - "per aver toccato il tuo corpo perfetto con la sua mente". Un più lontano aspetto ragguardevole di Suzanne è che la stessa può essere avvicinata o abbandonata a volontà - "puoi passare la notte accanto a lei". Suzanne è un sogno, un'icona con la quale viaggiare mentalmente.
Giovanna D'Arco fu pubblicata da Cohen nel marzo 1971, nell'album Songs of Love and Hate. Un anno dopo fu tradotta da Fabrizio de Andrè come lato B di questo singolo, pubblicato con due diverse copertine. Le due canzoni entrarono poi nell'album Canzoni, con nuovi arrangiamenti e, per quanto riguarda Giovanna D'Arco, anche con una strofa in meno. La storia è quella di Jeanne d'Arc (1412-1431), la pulzella d'Orleans, che nell'ambito della guerra dei cent'anni contribuì ad incoronare Carlo VII re di Francia. Divenuta troppo ingombrante fu venduta agli inglesi, processata e condannata al rogo. Cohen racconta della ragazza che ormai stanca, sogna il matrimonio, un vestito da sposa "o qualcosa di bianco" e si ritrova a parlare con il fuoco che le si arrampica dentro.

## Tracce
1. Suzanne – 3:05 (Leonard Cohen, Fabrizio De André)
2. Giovanna d'arco – 5:05 (Leonard Cohen, Fabrizio De André)

Durata totale: 8:10

## Crediti
- Nicola Piovani - direzione d'orchestra